# To Kill a Priest
To Kill a Priest is een Franse film uit 1988, geschreven en geregisseerd door Agnieszka Holland.
Het scenario is geïnspireerd door het levensverhaal van de jonge Poolse priester Jerzy Popiełuszko, een opponent van de communistische machthebbers die nauwe banden onderhield met de Poolse vakbond Solidarność.

## Verhaal
Het verhaal van de katholieke priester Alek speelt zich in Polen af, tijdens de eerste helft van de jaren tachtig. Tijdens zijn sermoenen maakt Alek geen geheim van zijn sympathieën voor de opkomende vakbeweging Solidarność. Hij wordt zo een doorn in het oog van het communistisch regime. 
Stefan, een officier van de Poolse geheime politie en een fanatiek communist, vindt Alek een heel gevaarlijk man die door een overvolle kerk beluisterd wordt door veel mensen die bereid zijn de priester te volgen in wat hij zegt. Stefan wordt belast met de verdachtmaking en uiteindelijk de uitschakeling van de priester.

## Rolverdeling
| Acteur              | Personage            |
| ------------------- | -------------------- |
| Christopher Lambert | eerwaarde vader Alek |
| Ed Harris           | Stefan               |
| Joss Ackland        | de kolonel           |
| Tim Roth            | Feliks               |
| Timothy Spall       | Igor                 |
| Pete Postlethwaite  | Josef                |
| Cherie Lunghi       | Halina               |
| Joanne Whalley      | Anna                 |
| David Suchet        | de bisschop          |